# Ravni Del (Leskovac)
Ravni Del (Leskovac) (em cirílico: Равни Дел) é uma vila da Sérvia localizada no município de Leskovac, pertencente ao distrito de Jablanica, na região de Jablanica. A sua população era de 72 habitantes segundo o censo de 2002.

## Demografia
| 1948 | 1953 | 1961 | 1971 | 1981 | 1991 | 2002 | 2011 |
| ---- | ---- | ---- | ---- | ---- | ---- | ---- | ---- |
| 209  | 218  | 232  | 226  | 128  | 101  | 78   | 72   |